# University of Stirling
Die Universität Stirling (engl. University of Stirling) ist eine öffentliche Universität in Stirling, Schottland. Sie hatte Anfang 2021 über 14.000 Studierende, von denen 20 % von außerhalb Großbritanniens kamen.

## Fakultäten
Die Universität ist in fünf Fakultäten gegliedert:
- Künste und Geisteswissenschaften (Arts and Humanities)
- Gesundheitswissenschaften und Sport (Health Sciences and Sport)
- Naturwissenschaften (Natural Sciences)
- Sozialwissenschaften (Social Sciences)
- Management

## Geschichte

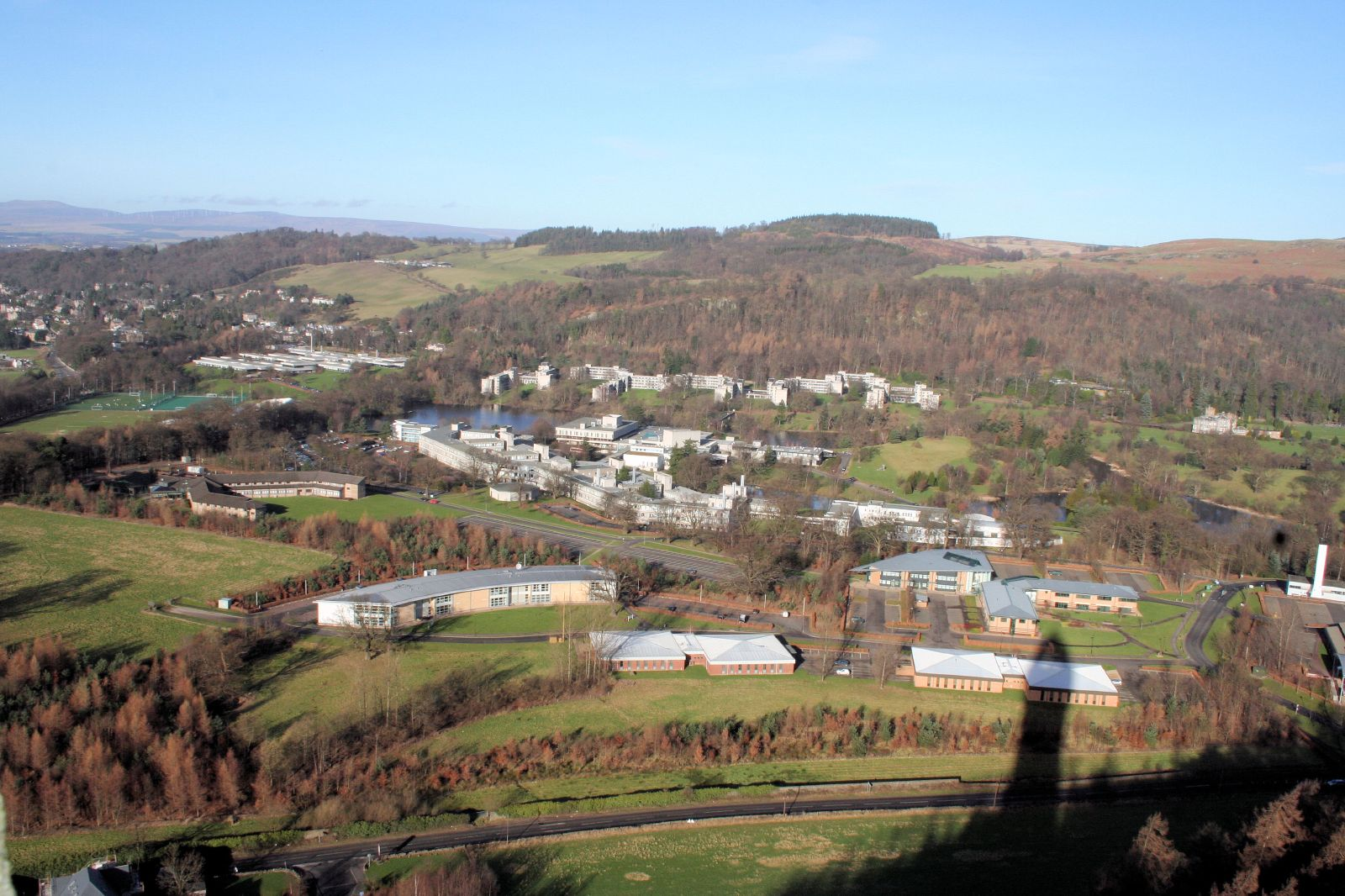
Blick vom Hauptcampus

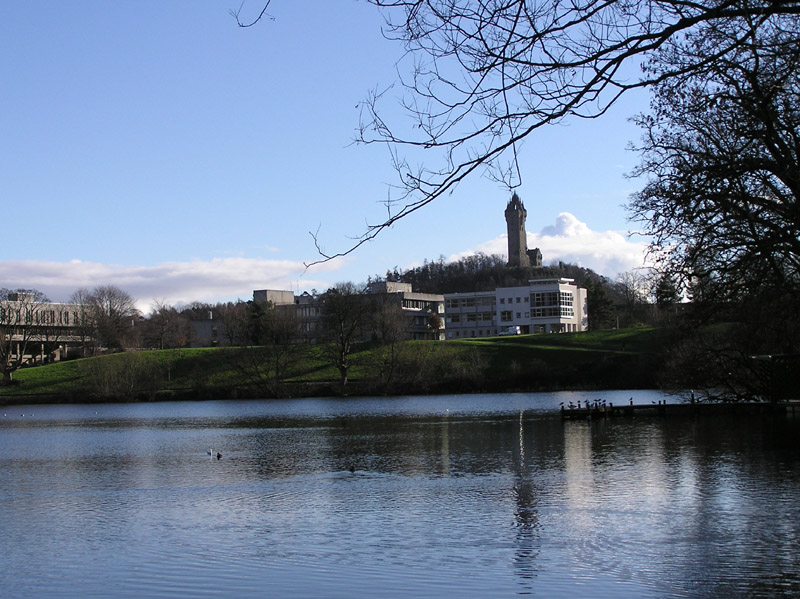
Blick über das Airthrey Loch auf den Hauptcampus der Universität Stirling

Die Universität wurde 1967 gegründet. Von 1998 bis 2008 war die britische Schauspielerin Diana Rigg Kanzlerin der University of Stirling. Seit November 2018 ist der Politiker Lord Jack McConnell Kanzler.

## Persönlichkeiten und Alumni
- Marianne Arndt (* 1946), deutsche Pflegewissenschaftlerin
- Iain Banks (1954–2013), britischer Autor
- Jack McConnell (* 1960), schottischer Minister
- Der Filmproduzent Keenan Smart, der 1971 an der Universität Stirling einen Bachelor in Psychologie erhalten hatte, wurde 2010 von der Universität für seine Dokumentationen über das Leben freilebender Tiere (z. B. Königreich Arktis) mit einem Ehrendoktortitel ausgezeichnet.[8]

## Studierende
Im Studienjahr 2019/2020 waren von den 12.540 Studierenden 8.075 männlich und 4.440 weiblich. 8.115 kamen aus Schottland, 960 aus England, 440 aus Nordirland, 25 aus Wales und 1.245 aus der EU. 8.545 arbeiteten auf ihren ersten Hochschulabschluss hin, sie waren also undergraduates.

## Campus und Studentenleben
Neben dem Hauptcampus in Stirling gibt es noch zwei weitere, den Campus Highland und den Campus Western Isles. Auf dem Campus in Stirling befindet sich ein Kino- und Theaterkomplex, das MacRoberts Arts Centre und der Airthrey Castle Stone.